# Biedkowo
Biedkowo (niem. Betkendorf) – wieś w Polsce położona w województwie warmińsko-mazurskim, w powiecie braniewskim, w gminie Frombork.
W latach 1975–1998 miejscowość administracyjnie należała do województwa elbląskiego. Wieś znajduje się w historycznym regionie Warmia. Pierwsza wzmianka o jej istnieniu pochodzi z 1304 r..

## Ośrodek Przystosowania Społecznego w Biedkowie
W 1969 roku utworzony został w Biedkowie (w 2011 ta część wsi otrzymała nazwę Biedkowo-Osada) pierwszy w Polsce, eksperymentalny ośrodek przystosowania społecznego o zwykłych warunkach oddziaływania  resocjalizacyjnego, z przeznaczeniem dla mężczyzn. Ośrodek zlikwidowano w maju 1990 r., w wyniku kodeksowej likwidacji tej instytucji. W tym czasie karę odbyło tu ok. 1750 osób.